# Ель-Кіско

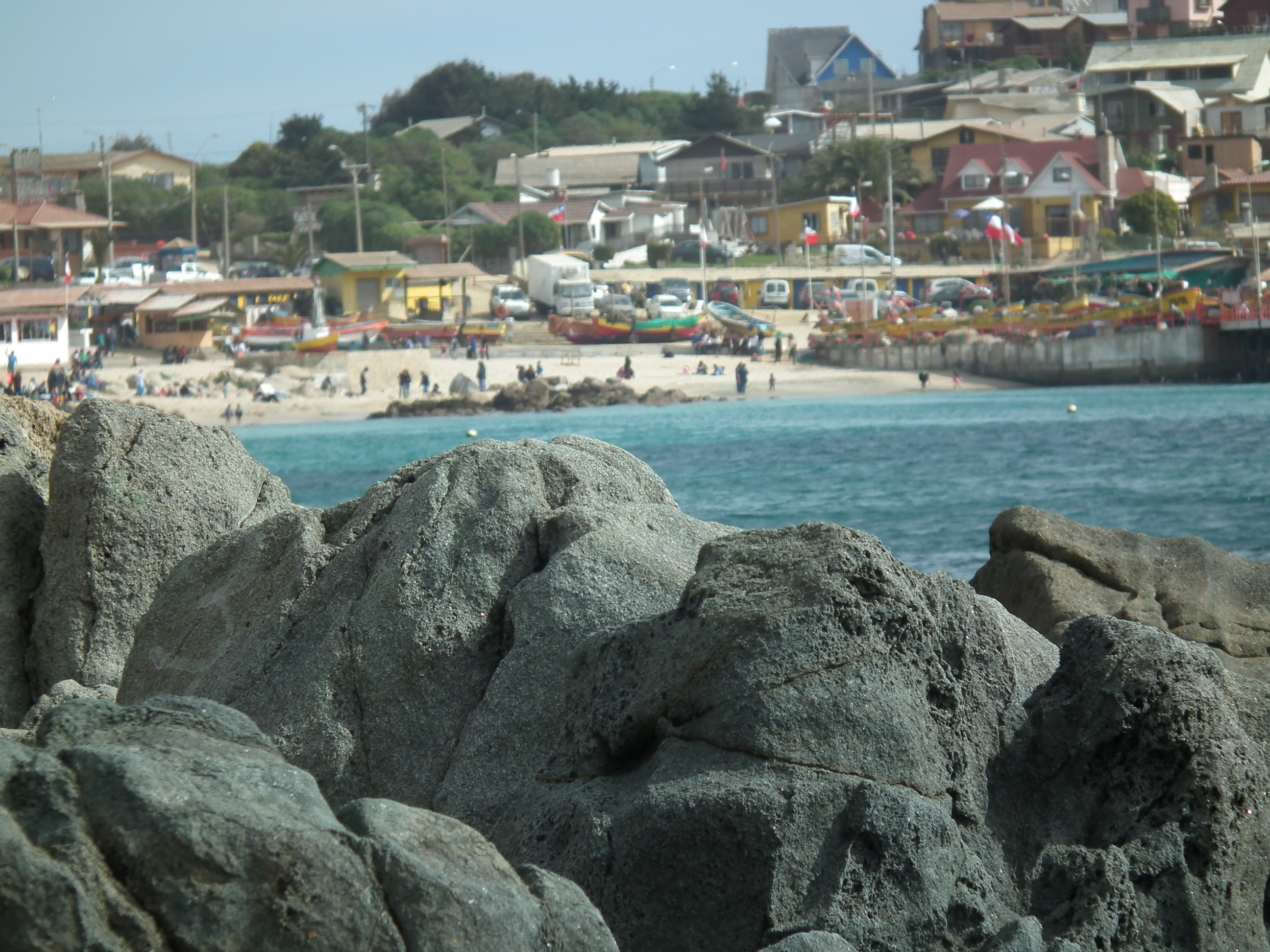
Вид на бухту Ель-Кіско.

Ель-Кіско (ісп. El Quisco) — місто в Чилі. Адміністративний центр однойменної комуни. Населення міста — 8931 чоловік (2002). Місто і комуна входить до складу провінції Сан-Антоніо та регіону Вальпараїсо.
Територія — 51 км². Чисельність населення — 15 955 мешканців (2017). Щільність населення — 312,8 чол./км².

## Розташування
Місто розташоване за 40 км на південь від адміністративного центру області міста Вальпараїсо та за 24 км на північ від адміністративного центру провінції міста Сан-Антоніо.
Комуна межує:
- на півночі — з комуною Альгарробо
- на сході — з комуною Касабланка
- на півдні — з комуною Ель-Табо

На заході знаходиться узбережжя Тихого океану.